# Frontenfrühling
Der Frontenfrühling bezeichnet den vorübergehenden Aufschwung, den rechtsextreme, dem Faschismus nahestehende Gruppierungen in der Schweiz (die sogenannte Frontenbewegung), im Frühjahr 1933 erlebten. Erstmals erwähnt wurde der Begriff Frontenfrühling gegen Ende April 1933 von der Neuen Aargauer Zeitung.
Die einflussreichste dieser zahlreichen Parteien und Vereinigungen war die Nationale Front, die bis zu ihrer Selbstauflösung im Jahr 1940 einen gewissen Einfluss in der Schweizer Politik behielt. Zahlreiche andere Gruppierungen, die im Frontenfrühling 1933 entstanden, lösten sich dagegen schon kurze Zeit später wieder auf.
Gesellschaftlich ist der plötzliche Aufschwung rechter Kräfte auf die Machtergreifung Adolf Hitlers im Nachbarland Deutschland wenige Wochen zuvor zurückzuführen. Hitler übte auch auf Teile der Schweizer Bevölkerung eine gewisse Suggestivkraft aus. Mit den immer deutlicher hervortretenden radikalen Zielen der NSDAP klang dann aber auch der politische Erfolg der «Fronten» in der Schweiz rasch wieder ab.

## Einzelnachweis
1. ↑  Walter Wolf: Faschismus in der Schweiz. Die Geschichte der Frontenbewegungen in der deutschen Schweiz 1930–1945. Flamberg, Zürich 1969 (zugleich Dissertation an der Universität Zürich), S. 15, Fussnote 1